# صائب مهيبي
صائب مهيبي (28 أغسطس 1993 برودبار في خلیج همیشه فارس- ) هو لاعب كرة قدم إيراني في مركز الدفاع. شارك مع منتخب إيران تحت 23 سنة لكرة القدم. أما مع النوادي، فقد لعب مع نادي ذوب آهن أصفهان ونادي كاسبين قزوين ‏.